# Morristown, New Jersey
Morristown är en stad i Morris County, New Jersey, USA, belägen fem mil väster om staden New York, med en yta av 7,84 km² och 18 411 invånare (2010). Morristown är administrativ huvudort (county seat) i Morris County.

## Stadsbild
Staden delas av vägen Interstate 287 (I-287). Väster om I-287 ligger den historiska stadskärnan: Parken Morristown Green var tidigare exercisplats och det finns ett monument över George Washington. South Street leder söder ut från parken. Här finns Dr. Condict House från 1797, ett av de äldsta stadshusen. Numera tillhörande Woman's Club. I kvarteren kring South street finns flera byggnader från 1800-talet, exempelvis den katolska Church of the Assumption från 1873. 
Öster om I-287 ligger storsjukhuset Morristown Medical Center.

## Historia
Runt 1715 bosatte sig presbyterianer här, byn kallades "New Hanover". När Morris county och Hunterdon county separerats 1739 blev byn centralort i Morris county och bytte namn till Morristown efter New Jerseys dåvarande guvernör Lewis Morris. Under nordamerikanska frihetskriget var orten två gånger vinterkvarter för de amerikanska styrkorna. I Morristown demonstrerade Samuel Morse 1838 första gången sin telegraf. År 1865 blev Morristown en stad inom Morris township och 1895 helt fristående. Från 1900 till 1930 lät välmående familjer från New York bygga storslagna enfamiljshus i omgivningen, bland annat runt Madison Avenue. 

## Kända personer
- Karikatyrtecknaren Thomas Nast bodde här[6] från 1872.
- Alfred Vail som var med och utvecklade morsealfabetet.